# Steatoda grossa
Steatoda grossa lub fałszywa czarna wdowa – gatunek pająka z rodziny omatnikowatych (Theridiidae).

## Występowanie
Europa i Azja, w tym Polska. Został introdukowany w północno-zachodniej Afryce, Ameryce Północnej i Południowej, na Hawajach.
Steatoda grossa jest gatunkiem synantropijnym, chociaż występuje też poza domami ludzkimi.

## Morfologia
Ubarwienie bardzo zmienne - od białawo-żółtego poprzez brązowe z wyraźnym rysunkiem na odwłoku do prawie czarnego z rozmytym rysunkiem. Zwykle jest purpurowo-brązowe. Stałym (ale nie jedynym) elementem rysunku na odwłoku wszystkich gatunków Steatoda jest biały lub jasny pas wokół przodu. 
Samice mają 6,5–10 mm długości, samce 4–6 mm.
Samce w porównaniu do samic mają mniejszy odwłok oraz wyraźniejszy, biały rysunek na odwłoku - zarówno półksiężycowaty pas z przodu jak i dalsze elementy.

## Tryb życia
Steatoda grossa buduje sieci trójwymiarowe, składające się z krzyżujących się nici. Są one podobne do typowych sieci rodziny omatnikowatych (Theridiidae).
Podobnie jak u całego rodzaju Steatoda samce mają aparat strydulacyjny. Dźwięki są wydawane dzięki wibracyjnym ruchom odwłoka powodującym pocieranie specjalnymi zębami znajdującymi się pod jego przednią częścią o wyrostki w formie krawędzi na tylnej części karapaksu pokrywającego głowotułów. Można je usłyszeć.

## Ukąszenia
Gatunki z rodzaju Steatoda (np. S. grossa) są często określane nazwą fałszywa czarna wdowa (ang. false black widow). Wynika to z fizycznego podobieństwa do należących do tej samej rodziny pająków z rodzaju Latrodectus (wdowa).
Jad pająków z rodzaju Steatoda zawiera również α-latrotoksynę, ale mniej niebezpieczną formę niż u Latrodectus spp.
Ukąszenie przez Steatoda grossa może być dotkliwe, ale nie jest tak niebezpieczne jak ukąszenie czarnej wdowy. W jego wyniku pojawia się zwykle palący ból, a następnie obrzęk wokół miejsca gdzie wprowadzony został jad. Znany jest jednak przypadek, gdy wystąpiły nudności, wymioty i silny ból, lokalny i regionalny, a pacjentkę z powodzeniem traktowano surowicą przeciwko jadowi Latrodectus hasselti. Wiadomo również, że objawy ukąszenia ustępują, gdy przez przypadek zastosuje się surowicę przeciwko jadowi czarnej wdowy.